# Citrus Bowl 2015
Match précédent Match suivant
Le Citrus Bowl 2015 est un match de football américain de niveau universitaire joué le 1er janvier 2015, après la saison régulière de 2014, au Orlando Citrus Bowl Stadium à Orlando en Floride aux États-Unis.
Il s'agissait de la 69e édition du Citrus Bowl.
Le match a mis en présence les équipes de #16 Missouri Tigers issue de la Southeastern Conference et de #25 Minnesota Golden Gophers issue de la Big Ten Conference.
Il a débuté à 01:06 pm (heure locale) et a été retransmis en télévision sur ABC.
Sponsorisé par la société Buffalo Wild Wings (chaine de restauration), le match fut officiellement dénommé le  Buffalo Wild Wings Citrus Bowl.
Les Tigers du Missouri gagnent le match sur le score de 33 à 17.

## Présentation du match
| Équipes                                                                              | Conférences | Entraîneurs             | Stats. saison rég. |
| ------------------------------------------------------------------------------------ | ----------- | ----------------------- | ------------------ |
| #16 Tigers du Missouri                                                               | SEC         | Gary Pinkel (14e année) | 10-3               |
| #25 Golden Gophers du Minnesota                                                      | Big Ten     | Jerry Kill              | 8-4                |
| Arbitre : Alan Eck Équipe donnée favorite par les bookmakers : Missouri (5 contre 1) |             |                         |                    |

Le match a mis en présence l'équipe des #16 Tigers du Missouri issue de la SEC et l'équipe des #25 Golden Gophers du Minnesota issue de la Big Ten.
Il s'agit de la 9e rencontre entre ces deux équipes, la dernière ayant eu lieu le 19 septembre 1970 (victoire en saison régulière de Missouri sur le score de 34 à 12 ). Le bilan de ces rencontres est en faveur de Missouri avec 5 victoires, 2 défaites et 1 nul, Minnesota ayant gagné les 3 premières rencontres.

### Tigers du Missouri
L'équipe termine 1er de l'Eastern Division de la SEC avec un bilan en division de 7 victoires et 1 défaite et un bilan en saison régulière de 10 victoires et 3 défaites. Missouri est donc éligible et accepte l'invitation pour participer au Citrus Bowl de 2015.
À l'issue de la saison 2014 (bowl compris), l'équipe termine #16 aux classements CFP et AP et #14 au classement Coaches.
Il s'agit de leur 2e participation au Citrus Bowl. Ils avaient gagné le Citrus Bowl de 1981 en battant Southern Miss 19 à 16. À cette époque, l'équipe faisait encore partie de la défunte Big 8 Conference.

### Golden Gophers du Minnesota
L'équipe termine 2e de la Western Division de la Big Ten derrière #13 Wisconsin, avec un bilan en division de 5 victoires et 3 défaites et un bilan en saison régulière de 8 victoires et 4 défaites. Minnesota est donc éligible et accepte l'invitation pour participer au Citrus Bowl de 2015.
À l'issue de la saison 2014 (bowl compris), l'équipe termine #25 au classement CFP mais n'est pas reprise aux classements AP et Coaches.
Il s'agit de leur 1er apparition au Citrus Bowl.

## Résumé du match
Début du match à 01:06 pm (heure locale), fin à 04:09 pm pour une durée totale de jeu de 03:03 heures.
Température de 22 °C, vent de NE de 10 km/h, ciel partiellement nuageux.
| ÉVOLUTION DU SCORE du CITRUS BOWL 2015 |                              |                              |                              |                              |                              | |       |       |
| QT                                     | Temps                        | Drive                        | Drive                        | Drive                        | Équipe                       | Description de l'action | Score | Score |
|                                        |                              | Jeux                         | Yards                        | TDP                          |                              | | MIS   | MIN   |
| 1                                      | 05:42                        | 11                           | 80                           | 05:56                        | MIN                          | TD à la suite d'une course de 20 yards par RB Rodrick Williams, Jr. + 1 point de conversion par kicker Ryan Santoso                            | 0     | 7     |
| 2                                      | 06:39                        | 8                            | 45                           | 02:56                        | MIS                          | FG de 21 yards par kicker Andrew Baggett | 3     | 7     |
| 2                                      | 01:04                        | 5                            | 67                           | 01:55                        | MIS                          | TD de 25 yards par WR Bud Sasser à la suite d'une réception d'une passe de QB Maty Mauk + 1 point de conversion par kicker Andrew Baggett      | 10    | 7     |
| 3                                      | 13:03                        | 5                            | 32                           | 01:57                        | MIS                          | FG de 33 yards par kicker Andrew Baggett | 13    | 7     |
| 3                                      | 11:48                        | 3                            | 75                           | 01:15                        | MIN                          | TD de 54 yards par TE Maxx Williams à la suite d'une réception d'une passe de QB Mitch Leidner + 1 point de conversion par kicker Ryan Santoso | 13    | 14    |
| 3                                      | 09:16                        | 3                            | 34                           | 01:22                        | MIS                          | TD à la suite d'une course de 18 yards par QB Maty Mauk mais la tentative de conversion à 2 points est ratée (interception)                    | 19    | 14    |
| 3                                      | 07:22                        | 5                            | 22                           | 01:54                        | MIN                          | FG de 38 yards par kicker Ryan Santoso | 19    | 17    |
| 4                                      | 09:22                        | 5                            | 90                           | 02:26                        | MIS                          | TD à la suite d'une course de 78 yards par RB Russell Hansbrough + 1 point de conversion par kicker Andrew Baggett                             | 26    | 17    |
| 4                                      | 04:51                        | 4                            | 80                           | 02:00                        | MIS                          | TD de 7 yards par WR Bud Sasser à la suite d'une réception d'une passe de QB Maty Mauk + 1 point de conversion par kicker Andrew Baggett       | 33    | 17    |
| "TDP" = temps de possession.           | "TDP" = temps de possession. | "TDP" = temps de possession. | "TDP" = temps de possession. | "TDP" = temps de possession. | "TDP" = temps de possession. | "TDP" = temps de possession. | 33    | 17    |

## Statistiques
| Statistiques par Équipes               | Statistiques par Équipes | Statistiques par Équipes |
| Statistiques                           | MIS                      | MIN                      |
| -------------------------------------- | ------------------------ | ------------------------ |
| 1er downs                              | 18                       | 19                       |
| Conversion de 3e Down                  | 4/13                     | 5/13                     |
| Conversion de 4e Down                  | 1/2                      | 0/1                      |
| Jeux–yards                             | 64 jeux pour 434 yards   | 66 jeux pour 373 yards   |
| Yards à la course                      | 337 yards                | 106 yards                |
| Yards à la passe                       | 97 yards                 | 267 yards                |
| Passes : Réussies-Tentées-Interceptées | 12/19 - 2 Int.           | 22/33 - 0 Int.           |
| Réussite en zone rouge/chances         | 4/4                      | 2/3                      |
| TD                                     | 4                        | 2                        |
| Field Goals                            | 2/2                      | 1/1                      |
| Sacks (Nombre-Yards gagnés)            | 2 (12 yards gagnés)      | 3 (18 yards gagnés)      |
| Fumbles (Nombre/Perdus)                | 0/0                      | 5/3                      |
| Pénalités (Nombre/Yards perdus)        | 2 (15 yards perdus)      | 6 (45 yards perdus)      |
| Temps de possession                    | 30:05                    | 29:55                    |

| Meilleur Joueur (MVP) | Meilleur Joueur (MVP) | Meilleur Joueur (MVP) |
| --------------------- | --------------------- | --------------------- |
| Nom                   | Équipe                | Poste                 |
| Markus Golden         | Tigers du Missouri    | DE                    |

| Statistiques Individuelles | Statistiques Individuelles | Statistiques Individuelles                    |
| -------------------------- | -------------------------- | --------------------------------------------- |
| Quaterbacks                |                            |                                               |
| MIS                        | Mauk, Maty                 | 12/19, 2 Int., 97 yards, 2 TDs, 3 sacks subis |
| MIN                        | Leidner, Mitch             | 31, 0 Int., 258 yards, 1 TD, 2 sacks subis    |
| Meilleurs Coureurs         |                            |                                               |
| MIS                        | Murphy, Marcus             | 12 courses, 157 yards, 0 TD                   |
| MIN                        | Cobb, David                | 21 courses, 81 yards, 0 TD                    |
| Meilleurs Receveurs        |                            |                                               |
| MIS                        | Sasser, Bud                | 7 Réc., 68 yards, 2 TDs                       |
| MIN                        | Williams, Maxx             | 7 Réc., 98 yards, 1 TD                        |
| Meilleurs Tackleurs        |                            |                                               |
| MIS                        | Simon, Ian                 | 9 tackles, 1 assiste                          |
| MIN                        | Wilson, Damien             | 6 tackles, 2 assistes                         |